# Гіперпрямокутник
| Гіперпрямокутник n-прямокутник              | Гіперпрямокутник n-прямокутник |
| ------------------------------------------- | ------------------------------ |
| Прямокутний паралелепіпед є 3-прямокутником |                                |
| Тип                                         | Призма                         |
| Фасет                                       | 2n                             |
| Вершин                                      | 2n                             |
| Символ Шлефлі                               | {} × {} … × {}                 |
| Діаграма Коксетера — Динкіна                | …                              |
| Група симетрії                              | [2n-1], порядок 2n             |
| Двоїстий багатогранник                      | Прямокутний n-ромб             |
| Властивості                                 | опуклий, зоноедр, ізогональний |

n-гіперпрямокутник  — це узагальнення прямокутника на вищі розмірності і формально визначається як прямий добуток проміжків.

## Типи
Тривимірний гіперпрямокутник називається також прямокутною призмою або прямокутним паралелепіпедом.
Особливий випадок n-прямокутника, в якому всі ребра мають однакову довжину, є n-кубом  .
За аналогією термін «гіперпрямокутник» застосовують до прямого добутку ортогональних інтервалів іншого виду, таких як діапазони ключів у базі даних або діапазони цілих чисел, а не дійсних чисел .

## Двоїстий багатогранник
| n-ромб                       | n-ромб                |
| ---------------------------- | --------------------- |
| Приклад: 3-ромб              |                       |
| Фасет                        | 2n                    |
| Вершин                       | 2n                    |
| Символ Шлефлі                | {} + {} + … + {}      |
| Діаграма Коксетера — Динкіна | …                     |
| Група симетрії               | [2n-1], порядок 2n    |
| Двоїстий багатогранник       | n-прямоугольник       |
| Свойства                     | опуклий, ізогональний |

Двоїстий багатогранник n-прямокутника називають n-ортоплексом або n-ромбом. Багатогранник будується за 2n точками в центрах прямокутних фасет прямокутника.
Символ Шлефлі n-ромба подається сумою n ортогональних відрізків: {} + {} + … + {}.
1-ромб — це відрізок. 2-ромб — це ромб.
| n | Приклад                                                              |
| - | -------------------------------------------------------------------- |
| 1 | · {} ·                                                               |
| 2 | · { } + { } ·                                                        |
| 3 | · Ромбічний 3-ортоплекс всередині 3-прямокутника · { } + { } + { } · |